# Néstor Raúl Rossi
Néstor Raúl Rossi (Buenos Aires, 10 de mayo de 1925 - 13 de junio del 2007), fue un futbolista y entrenador argentino. Jugó de centre half (centrojás, en la denominación de aquella época) y su primer equipo fue River Plate de la Primera División de Argentina.

## Trayectoria

### Carrera como futbolista

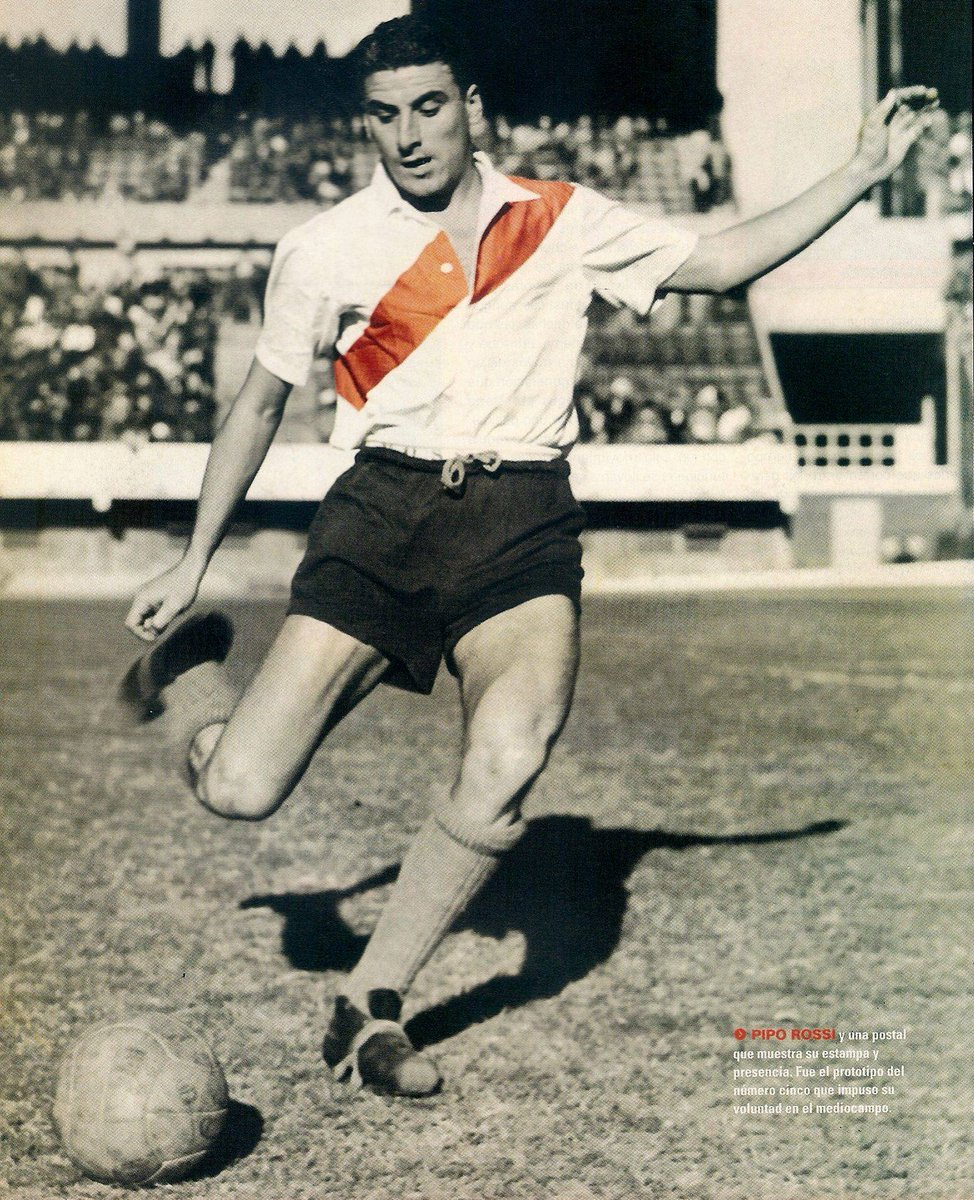
Néstor Rossi (River) en 1946.

Néstor Raúl Rossi nació un 10 de mayo de 1925 en la calle Labardén del Parque Patricios de Buenos Aires, en el hogar de Segundo Rossi y Josefa Elola. Consecuente con la fecha de su natalicio, contemporizó con jugadores como Alfredo Di Stéfano, Félix Loustau, Walter Gómez, el húngaro-checo-español Ladislao Kubala y el colombiano Efraín ‘Caimán’ Sánchez, entre otros. Fue figura en equipos como River Plate o Millonarios en los tiempos de "El Dorado", además de la Selección Argentina.
En 1939, cuando en Argentina se disputaba el IX torneo profesional de primera división y ya eran cotizados los nombres de Bernabé Ferreyra, Carlos Peucelle (varios años después técnico del Deportivo Cali en dos ocasiones) Delfín Benítez Cáceres, José Manuel ‘Charro’ Moreno, José María Minella, Renato Cesarini, Adolfo Pedernera, Arsenio Erico, Antonio ´El Conejo’ Vilariño, Antonio Sastre y demás ídolos de potrero, el ‘Flaco’ Néstor Raúl Rossi, a los 14 años, daba sus primeros pasos en el balompié aficionado de su país, haciendo parte de Atlético Béccar de Béccar, perteneciente a la Provincia de Buenos Aires. Dadas sus condiciones, pronto dio el salto a las toldas del Club Atlético Acassuso, equipo de la Primera ‘B’ de ascenso.
En los albores de la década del cuarenta, Rossi Elola hizo sus primeras armas con la divisa del Platense, un equipo de media tabla hacia abajo. Allí comenzó a enseñar, a propios y extraños, sus dotes de gran jugador de fútbol, amén de malgeniado y gritón.
En 1942 River Plate alcanzó su quinta estrella en el historial del fútbol gaucho de la mano de Renato Cesarini, además de consolidarse la famosa ‘Maquinita’. Ese año se incorporó a la quinta división Néstor Raúl Rossi. Sus enormes capacidades le permitieron escalar peldaños en forma rauda por las divisiones menores, en un lapso de tres años.
El estreno en la división profesional de River Plate se concretó el domingo 24 de junio de 1945, frente a Racing, en Avellaneda donde El Millonario superó a La Academia por 2-0 gracias a las anotaciones de Labruna y Félix Loustau.
En ese partido, para él histórico, Rossi, con 20 años cumplidos 45 días atrás, reemplazó en el puesto de centro medio a Manuel ‘El Colorado’ Giúdice, quien había llegado al equipo de la franja roja procedente de Huracán. Giúdice, cinco años después, en la época de ´ el dorado’ colombiano, fue pieza clave en el medio campo del Deportivo Cali, donde además hizo las veces de técnico durante dos temporadas. Jugó un total de 50 partidos y marcó cuatro goles.
Después de dos años de hegemonía absoluta, 1943 y 1944, por parte del Boca Juniors, su más encarnizado rival, River Plate recuperó el título al año siguiente. Para ese entonces el cuadro millonario estaba dirigido por el técnico de origen franco-español (por sus padres), Carlos Peucelle, quien como jugador activo había prestado sus servicios al River Plate en la década de 1931 al 41, además de ser el ‘descubridor’ de Rossi, cuando éste actuaba en la quinta división del Béccar. Con ese River Plate tuvo ocasión Néstor Raúl Rossi de coronarse campeón por primera vez en su carrera deportiva.

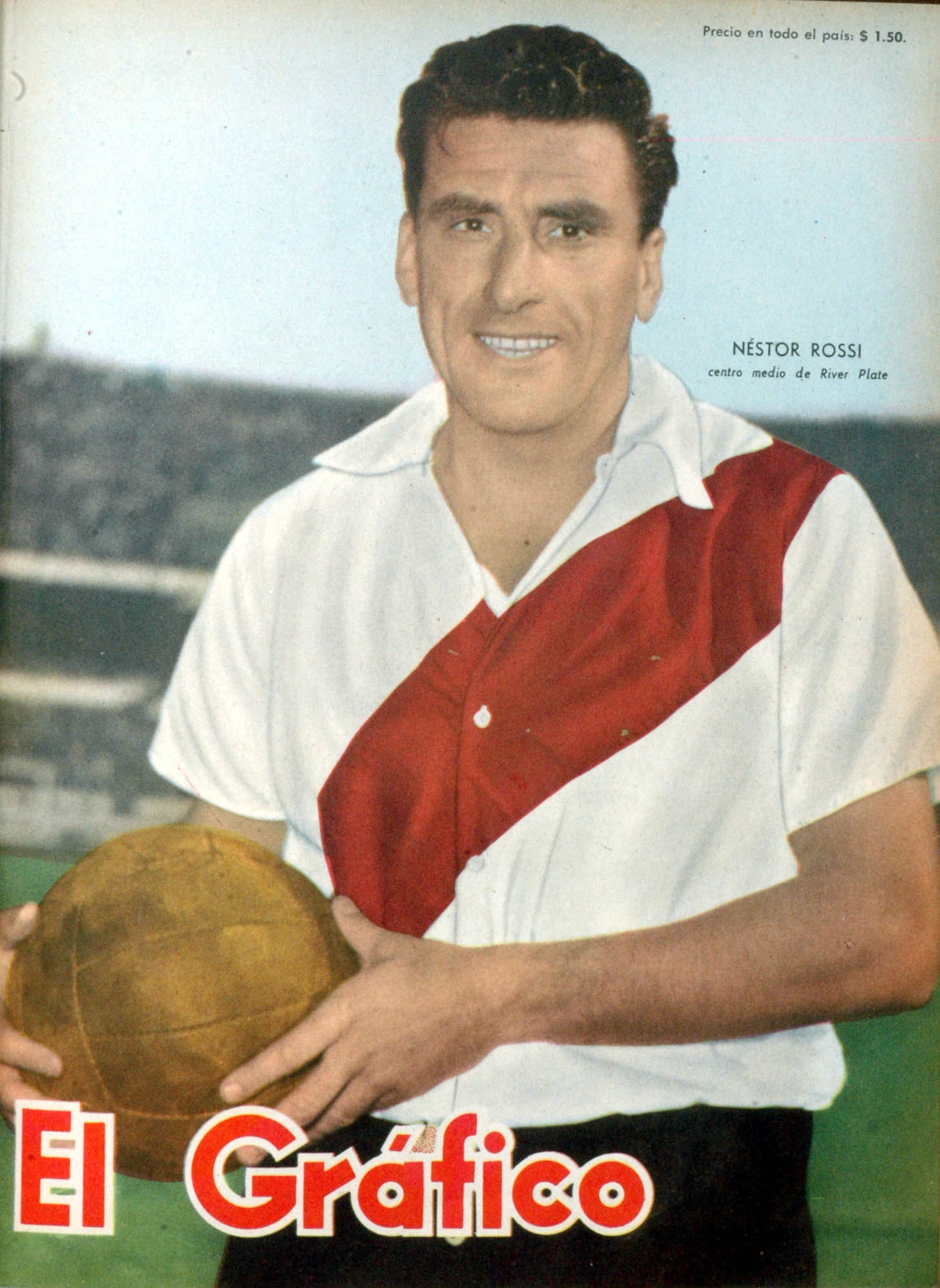
Néstor Rossi (River) en 1955.

Ese título lo refrendó River Plate dos años más tarde, en 1947. Rossi estuvo ausente en un solo partido del torneo y bajo la batuta de José María Minella (muchos años después entrenador del América) tuvo compañeros de la talla de José Manuel ´Charro’ Moreno, repatriado de México y Alfredo Di Stéfano, quien luego de jugar un año en Huracán retornó a River Plate para reemplazar al centro delantero Adolfo Pedernera, vendido al Club Atlético Atlanta.
La campaña de Rossi en el año 47 en el medio campo riverplatense, su don de mando y organización periférica del juego le merecieron ser convocado, con sólo 22 años, a la selección nacional con miras al suramericano de finales de ese mismo año en Guayaquil, Ecuador. Para el partido crucial frente a Uruguay, Rossi sustituye a Ángel Perucca, apodado ´El Portón de América’ y los gauchos ganan por 3-1. Alcanza la gloria, es campeón de América al lado de figuras como el ‘Atómico’ Mario Boyé, José Manuel Moreno, Félix Loustau, etc. Rossi adquiere carta de ciudadanía internacional. Es un auténtico ‘crack’, como se decía en la época.
El viernes 10 de junio de 1949 llegó al aeródromo (no se decía aeropuerto) de ‘Techo’ en Bogotá, ciudad que aún mostraba las huellas de los trágicos sucesos del 9 de abril del año anterior, el ‘Maestro’ Adolfo Pedernera Asalini, un ídolo nacional que partió en dos la historia de nuestro incipiente fútbol profesional: antes y después del ‘Maestro’.
A instancias del dirigente costeño Alfonso Senior Quevedo, Pedernera viajó en ‘misión especial’ a su país y regresó a Colombia en compañía del centro medio Néstor Raúl Rossi y del delantero Alfredo Di Stéfano, hombres de 24 y 23 años de edad, respectivamente. Esa trilogía gaucha, con la divisa de Millonarios, hizo historia en nuestro medio desde junio de 1949 hasta noviembre de 1954, año en el cual el ‘Pacto de Lima’ puso punto final a la ilegal contratación de figuras de postín en el sur del continente.
Actuó como modelo de ropa masculina en almacenes de Bogotá.

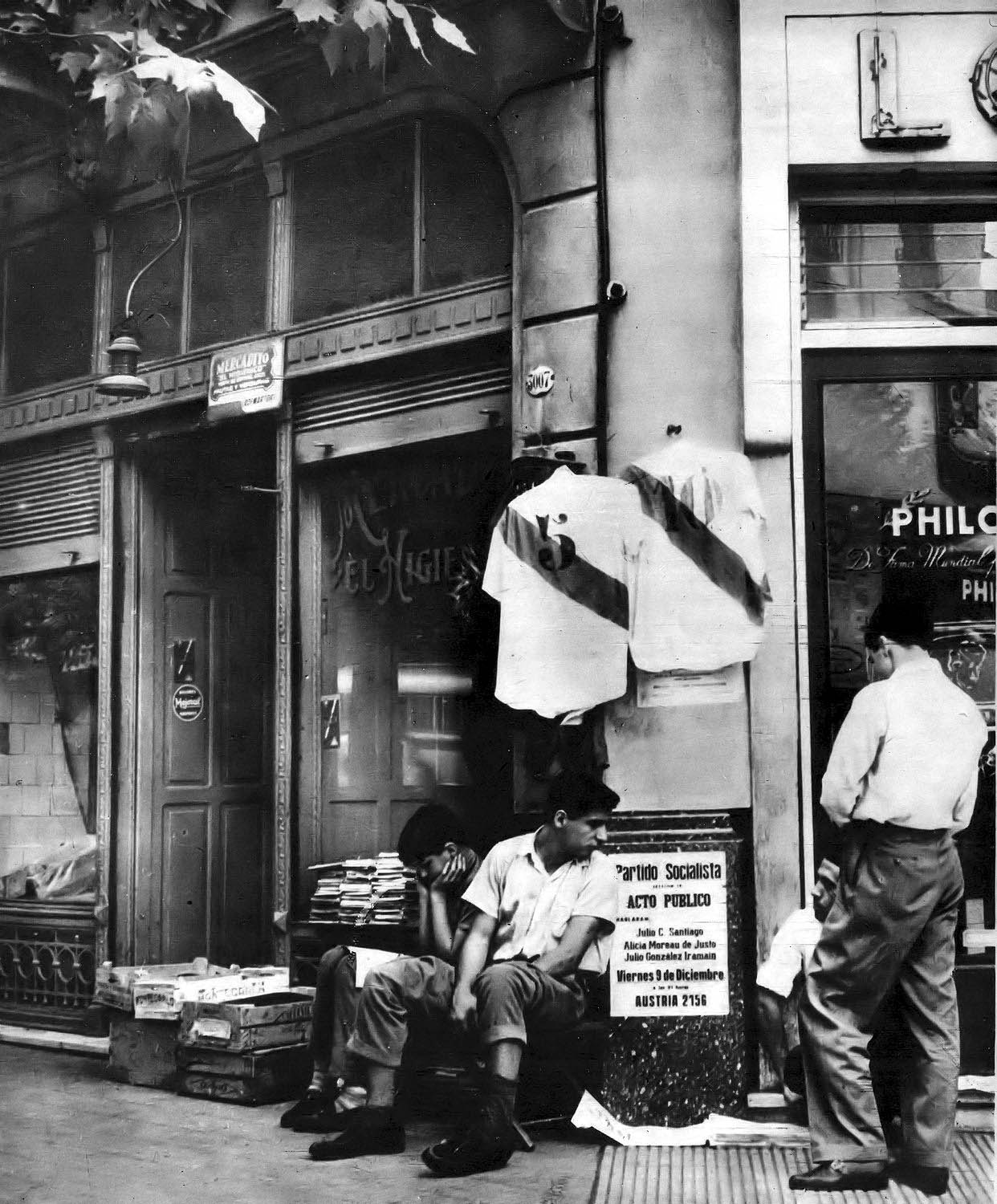
La 5 de Pipo Rossi exhibida junto a la 10 de Labruna en una calle de Buenos Aires en 1955.

Con el equipo bogotano, Néstor Raúl alcanzó la gloria que no había conocido en su patria. Campeón en 1949, subcampeón en 1950, para repetir tres títulos consecutivos en 1951, 52 y 53. Millonarios, que llegó a contabilizar jugadores de ocho nacionalidades en una sola temporada, se consolidó como el mejor equipo del área suramericana y uno de los más linajudos del mundo. Y al frente de esa legión extranjera, Néstor Raúl Rossi, en mitad del campo, gritando, dando órdenes, gestando cada ataque desde el sector medular, desplegando una enorme fortaleza física, fruto de su estatura de 1,85 metros y 83 kilos de peso en el momento de mayor actividad.
Su postura dentro del campo de juego le granjeó amigos y adversarios. Parte del público disfrutaba de su caudillismo, mientras a otro sector le repugnaba su irrespetuoso liderazgo. Quizás fue el jugador más expulsado de su época. Al cronista Etherberto García confesó en cierta ocasión: "Jugaba contra Boca Juniors de Cali, en Bogotá. Comenzó el partido y al minuto y medio de juego el árbitro me dijo: ‘Rossi, queda expulsado...’ Fue una de tantas y tan consecutivas".
Decir Millonarios y Rossi, o al contrario, era redundante. Su popularidad llegó al extremo de ser contratado, por un reconocido almacén de ropa masculina, para modelar vestidos. El sueldo: cien pesos diarios. Era la capital colombiana de comienzos de la década del cincuenta, cuando un dólar se cotizaba a $ 2,50 pesos colombianos.
Durante su estancia en Colombia ganó más dinero que en cualquier otra época de su carrera profesional. Luego de la correría de Millonarios por Europa a comienzos de 1952, cuando el histórico triunfo sobre Real Madrid Club de Fútbol por 4-2 en el Estadio Santiago Bernabéu, recibió tentadoras ofertas del equipo ibérico y de otros clubes italianos, pero prefirió seguir viviendo en Bogotá, en las toldas del equipo auriazul, al lado de hombres como Julio Cozzi, Raúl Pini, Francisco ‘Cobo’ Zuluaga, Adolfo Pedernera, etc.
A finales de noviembre de 1954 se despidió del equipo capitalino para retornar a Buenos Aires. El ‘Maestro’ Pedernera, quien lo había vinculado a Colombia un lustro atrás, jugó ese mismo año, el 1º. de agosto, su último partido con Millonarios, frente a Vasco de Gama del Brasil. Anotó un gol genial, premiado con un batir de pañuelos por parte del público presente en El Campín. De ello puede dar testimonio el médico Gabriel Ochoa Uribe, portero de los capitalinos aquella tarde.
Néstor Raúl Rossi volvió a las filas del River Plate. Ya era un hombre de 29 años. A la sombra de River fue campeón en 1955, 56 y 57, con la orientación, una vez más, del técnico José María Minella. A comienzos del 57 River visitó a Colombia. En sus filas venía Néstor Raúl, además de Enrique Omar Sívori, Amadeo Carrizo, Angel Labruna, Federico Vairo, etc. Jugaron un partido histórico en el Pascual Guerrero contra la mejor Selección Valle de todos los tiempos, compromiso que concluyó con paridad a dos goles.
Quizás, el jugador más expulsado en la historia de nuestro fútbol.
En ese mismo año 57 fue requerido por el técnico Guillermo Stábile para integrar una de las mejores selecciones gauchas en muchos años, con miras al Campeonato Sudamericano 1957. Allí salió a relucir una vez más la recia personalidad del ‘Flaco’ Rossi. Era el equipo de la línea ofensiva de los ‘Cara Sucias’ (Sívori-Angelillo-Maschio). El título fue para Argentina que superó por 3-0 a Brasil, equipo que un año más tarde, en Suecia-58, se consagraría por primera vez campeón del mundo. Junto con el brasileño Djalma Santos fueron los únicos jugadores elegidos por unanimidad para el equipo ideal del torneo.
Jugó en el Mundial de 1958 con un medio campo donde el patrón era Rossi, teniendo como compañeros de línea media a Francisco Lombardo y José ‘El Puchero’ Varacka. Fueron eliminados en la primera fase con una lapidaria goleada de 6-1 por parte de Checoslovaquia. Fueron recibidos a piedra en Ezeiza mientras el portero Amadeo Carrizo debió permanecer oculto por un buen tiempo. Ese, su único Mundial, quizás la mayor frustración para Rossi.
‘La Voz de América’ otro sobrenombre con el cual se conoció a Néstor Raúl, jugó sus tres últimas temporadas, 1959, 60 y 61, con Huracán, donde alternó con la función de entrenador.

### Carrera como entrenador
Luego de adelantar curso de Director Técnico en la AFA, sacó subcampeón del torneo argentino a River Plate, en la temporada de 1962, año en cual incorporó al eficaz delantero Luis Artime. Entrenó al cuadro millonario hasta mediados de marzo de 1963.
Desde abril de 1963 dirigió la campaña del Racing Club, equipo que ubicó en la tercera casilla del torneo gaucho.
Entre 1965 y 1966 sucedió lo que podría calificarse de ‘imposible’ dados sus antecedentes: ofició como entrenador del Boca Juniors, eterno rival de River Plate, ante la ausencia del ‘Maestro’ Adolfo Pedernera, víctima de grave accidente. Junto a Aistóbulo Deambrossi se consagró campeón dirigiendo a Boca Juniors del campeonato de Primera División de 1965. Ese cuerpo técnico era encabezado por Adolfo Pedernera, que había sufrido un accidente. A finales de noviembre de 1966, Rossi volvió a Colombia y a Millonarios. Se hizo cargo del equipo ‘Embajador’ cuando en él militaban hombres como Senén Mosquera, Marino Klinger, Eduardo Cassi, ‘Maravillita’ Lima, Rolando Serrano, Jaime ‘Charol’ González, entre otros notables. Al retornar a su país natal se vinculó una vez más a la dirección de Huracán.
Incursionó como técnico del equipo Granada de España en la temporada 1969-70. De regreso a tierras suramericanas orientó sucesivamente a: Cerro Porteño, Atlanta, una vez más a River Plate, Elche de España, de nuevo Atlanta y finalmente al Deportivo Cali, en los últimos cuatro meses de 1976, en reemplazo del fallecido Washington ‘El Pulpa’ Etchamendi. Era el Cali de Hernando García, ‘El Tigre’ Benítez, César Lorea, Diego Umaña, Ángel María Torres, Ángel Landucci, Miguel Escobar, Néstor Scotta, etc.
En septiembre de 1977 fue contratado por el Club Ferro Carril Oeste. Un mes después de asumir el cargo, el tribunal de disciplina de la AFA lo castigó con 42 fechas de suspensión por agresión al juez de línea Luis Atilio Lier en la fecha 34 del Metropolitano. Fue luego de la sanción de un polémico gol en favor de Huracán. El partido se suspendió, continuó 12 días más tarde y Ferro no logró modificar el resultado: perdió 1 a 0. Recién en 1979 pudo retomar su carrera, en el Club All Boys.
Luego de retirado de la actividad de entrenador su hija Paola Rossi del que fuera primera concubina del también exfutbolista Jorge Luis Burruchaga muriendo en un accidente vial además fue comentarista para ATC Deportes y Torneos y Competencias junto a Guillermo Canepa de la Copa Intercontinetal 1986 junto al relator que estuvo en Japón Oscar Gañete Blasco.

## Selección nacional
Fue internacional con la Selección de fútbol de Argentina, con la que jugó 26 partidos internacionales y ganó dos títulos del Campeonato Sudamericano en 1947 y 1957.

### Participaciones en Copas del Mundo
| Mundial                        | Sede   | Resultado    |
| ------------------------------ | ------ | ------------ |
| Copa Mundial de Fútbol de 1958 | Suecia | Primera fase |

## Clubes

### Como jugador
| Club                | País                | Año                 | Partidos | Goles |
| ------------------- | ------------------- | ------------------- | -------- | ----- |
| River Plate         | Argentina           | 1945-1949           | 90       | 5     |
| Millonarios         | Colombia            | 1949-1954           | 113      | 6     |
| River Plate         | Argentina           | 1955-1958           | 62       | 3     |
| Huracán             | Argentina           | 1959-1961           | 54       | 1     |
| Total en su carrera | Total en su carrera | Total en su carrera | 319      | 14    |

### Como entrenador
| Club                | País      | Año       |
| ------------------- | --------- | --------- |
| Huracán             | Argentina | 1959-1961 |
| Tigre               | Argentina | 1961      |
| River Plate         | Argentina | 1961-1963 |
| Selección Argentina | Argentina | 1962      |
| Racing Club         | Argentina | 1963-1964 |
| Boca Juniors        | Argentina | 1965-1966 |
| Millonarios         | Colombia  | 1967      |
| Huracán             | Argentina | 1968      |
| Granada             | España    | 1969-1970 |
| Cerro Porteño       | Paraguay  | 1972      |
| Atlanta             | Argentina | 1973      |
| River Plate         | Argentina | 1974      |
| Elche               | España    | 1974-1975 |
| Deportivo Cali      | Colombia  | 1976      |
| Ferro Carril Oeste  | Argentina | 1977      |
| All Boys            | Argentina | 1979      |
| Huracán             | Argentina | 1980-1981 |
| Atlanta             | Argentina | 1982      |

## Palmarés

### Como jugador
| Título           | Equipo      | País      | Año  |
| ---------------- | ----------- | --------- | ---- |
| Primera División | River Plate | Argentina | 1945 |
| Primera División | River Plate | Argentina | 1947 |
| Primera División | Millonarios | Colombia  | 1949 |
| Primera División | Millonarios | Colombia  | 1951 |
| Primera División | Millonarios | Colombia  | 1952 |
| Copa Colombia    | Millonarios | Colombia  | 1953 |
| Primera División | Millonarios | Colombia  | 1953 |
| Primera División | River Plate | Argentina | 1955 |
| Primera División | River Plate | Argentina | 1956 |
| Primera División | River Plate | Argentina | 1957 |

#### Copas internacionales
| Título                           | Equipo      | País      | Año  |
| -------------------------------- | ----------- | --------- | ---- |
| Copa Aldao                       | River Plate | Argentina | 1945 |
| Copa Aldao                       | River Plate | Argentina | 1947 |
| Pequeña Copa del Mundo de Clubes | Millonarios | Colombia  | 1953 |

### Como entrenador

#### Campeonatos nacionales
| Título                        | Equipo       | País      | Año  |
| ----------------------------- | ------------ | --------- | ---- |
| Primera División de Argentina | Boca Juniors | Argentina | 1965 |

## Vida personal
Su hermano, Omar Guillermo Rossi, también fue futbolista profesional, aunque su carrera fue efímera debido a una leucemia que le arrebataría la vida a la edad de 25 años.
En 1957, se casó con Fatima Akil, con quien tuvo cuatro hijos, Omar, Fabiola, Alejandra y Néstor.
Junto con su esposa descubrieron, tres años después del nacimiento de su hija, que su nombre era Fabiana. Al realizar trámites para viajar a Colombia, un empleado de inmigración les informó que en la libreta matrimonial figuraba como Fabiana, no Fabiola, como ella pensaba. Al consultarlo con Néstor, él le explicó que simplemente se le pasó por alto, ya que no veía diferencia entre ambos nombres. Por otro lado, su hijo Omar falleció a los 25 días de nacido. Pipo lo había bautizado así en honor a su hermano Omar Guillermo, quien había muerto 20 años antes, el mismo día (11 de julio), a la misma hora (10:30) y por la misma causa.
Fabiola Rossi, su hija,  tuvo dos hijos deportistas de alto rendimiento con el exfutbolista y entrenador Jorge Burruchaga: Mauro, futbolista, y Román, tenista,  continuando con un importante legado deportivo. 